# Пьетракорбара
Пьетракорбара (фр. Pietracorbara, корс. A Petra Curbara) — коммуна во Франции, находится в регионе Корсика. Департамент коммуны — Верхняя Корсика. Входит в состав кантона Кап-Корс. Округ коммуны — Бастия.
Код INSEE коммуны — 2B224.

## Население
Население коммуны на 2008 год составляло 557 человек.
| 1962 | 1968 | 1975 | 1982 | 1990 | 1999 | 2008 |
| ---- | ---- | ---- | ---- | ---- | ---- | ---- |
| 242  | 270  | 234  | 229  | 363  | 433  | 557  |

## Экономика
В 2007 году среди 325 лиц в трудоспособном возрасте (15—64 лет) 219 были экономически активными, 106 — неактивными (показатель активности — 67,4 %, в 1999 году было 59,0 %). Из 219 активных работали 183 человека (97 мужчин и 86 женщин), безработных было 36 (11 мужчин и 25 женщин). Среди 106 неактивных 28 человек были учениками или студентами, 35 — пенсионерами, 43 были неактивными по другим причинам.

## Фотогалерея
- Пьетракорбара
- Пляж
- Военный монумент